# Nimbacinus
Nimbacinus és un gènere extint de marsupials carnívors. S'han trobat fòssils molt ben preservats de N. dicksoni.
El nom d'aquest gènere combina la paraula wanyi nimba (‘petit’) i el mot grec kinos (‘gos’).